# John Baillie McIntosh
John Baillie McIntosh (Tampa, 6 de junho de 1829 – Novo Brunswick, 29 de junho de 1888), foi um oficial do exercito dos Estados Unidos na Guerra Civil Americana.

## Nascimento
McIntosh nasceu em Fort Brooke (Tampa), Território da Flórida, enquanto seu pai estava em serviço no Exército.